# Ếch bay Mã Lai
Ếch bay Mã Lai, tên khoa học Zhangixalus prominanus, là một loài ếch trong họ Rhacophoridae được tìm thấy ở Indonesia, Malaysia, và Thái Lan.

## Mô tả
Loài nhái bay này con cái dài 7,6 cm, còn con đực dài 6,2 cm.